# Totenkopf (Sauerland)
Der Totenkopf ist ein 502,6 m ü. NHN hoher Berg der Briloner Höhen, welche die Briloner Hochfläche umrahmen. Er liegt zwischen Marsberg und Bleiwäsche im Hochsauerlandkreis und im Kreis Paderborn in Nordrhein-Westfalen in Deutschland.

## Geographie

### Lage
Der Totenkopf erhebt sich im Sauerland und Diemelbergland an der Nahtstelle von Obermarsberger Wald im Osten, Fürstenberger Wald im Norden und Madfelder Wald im Westen. Sein Gipfel liegt 4,9 km westlich von Marsberg, 3,8 km nördlich von dessen Stadtteil Bredelar und 4,9 km nordöstlich des Briloner Stadtteils Madfeld, die sich im Hochsauerlandkreis befinden, sowie 5,8 km südöstlich des im Kreis Paderborn gelegenen Bad Wünnenberger Stadtteils Bleiwäsche.
Über die Gipfelregion des Totenkopfs verläuft die Nordgrenze vom Naturpark Diemelsee. Auf dem Nordhang und damit an der Bleiwäsche zugewandten Seite liegt mit 498 m der höchste Punkt Ostwestfalen-Lippes und des Kreises Paderborn. Knapp 650 m (Luftlinie) nordöstlich seines Berggipfels steht das Denkmal Totenkopfstein.
Die höchsten Nachbarberge des Totenkopfs, die tatsächlich lediglich seine Ausläufer darstellen, sind Klettenberg (484 m; nordöstlich gelegen), Brülingskopf (437 m; südöstlich), Brautlicht (498,7 m; südwestlich) und Liebfrauenberg (ca. 490 m; südwestlich).

### Naturräumliche Zuordnung
Der Totenkopf gehört in der naturräumlichen Haupteinheitengruppe Süderbergland (Nr. 33) und in der Haupteinheit Nordsauerländer Oberland (334) zur Untereinheit Fürstenberger Wald (334.8). Die Landschaft fällt nach Süden und Südosten in den Naturraum Bredelarer Kammer (mit Marsberger Diemeltal) (332.71) ab, der in der Haupteinheit Ostsauerländer Gebirgsrand (332) zur Untereinheit Diemelbergland (332.7) zählt.

### Fließgewässer und Wasserscheide
Über den Totenkopf verläuft die Rhein-Weser-Wasserscheide. Einerseits fließt das Wasser der Großen Aa und Kleinen Aa, die auf dem Südwest- und Nordhang entspringen und deren Wasser ein paar Kilometer nördlich des Bergs durch die Aabachtalsperre zum Aabachstausee aufgestaut werden, durch den Aabach, die Afte, die Alme und die Lippe in überwiegend westnordwestlicher Richtung in den Rhein. Andererseits läuft das Wasser der kurzen Fließgewässer, wie dem etwas südsüdwestlich des Totenkopfs quellenden Langegrundbach, durch die Hoppecke und die Diemel sowie der Momeke und des Dütlingsbachs, die auf dem Süd- und Osthang entspringen, direkt durch die Diemel in hauptsächlich nordöstlicher Richtung in die Weser.

## Schutzgebiete
Auf dem zum Hochsauerlandkreis gehörenden Teil des bewaldeten Totenkopfs liegen Teile des Naturschutzgebiets Forst Bredelar / Obermarsberger Wald (CDDA-Nr. 389736; 2006 ausgewiesen; 4,7984 km² groß). Nach Westen fällt die Landschaft in das bereichsweise auf der Grenze zum Kreis Paderborn gelegene NSG Aabachtal (CDDA-Nr. 162035; 1992; 71,99 ha) ab. Auf dem Nordhang im Kreis Paderborn liegt das Naturschutzgebiet Altehaier Bruch (CDDA-Nr. 162106; 1994; 2,72 ha).
Auf dem zum Hochsauerlandkreis gehörenden Bergteil liegen Teile des Landschaftsschutzgebiets (LSG) Bredelarer Kammer-Fürstenberger Wald (CDDA-Nr. 555561385; 555561385; 2004; 14,217 km²) und auf dem zum Kreis Paderborn zählenden Teil solche des LSG Fürstenberger Wald (CDDA-Nr. 555554574; 1996; 14,9247 km²).
In beiden Landkreisen befinden sich auf dem Berg Teile des Fauna-Flora-Habitat-Gebiets Bredelar, Stadtwald Marsberg und Fürstenberger Wald (FFH-Nr. 4518-305; 26,5014 km²).

## Verkehr und Wandern
Die größte Straße nahe dem Totenkopf ist die südwestlich des Berges zwischen Marsberg und Bredelar verlaufende Bundesstraße 7. Der Berg ist auf Wald und Wanderwegen zu erreichen. Über seinen Südwesthang führt der Uplandweg und über den Südwest, Süd- und Südosthang die Sauerland-Waldroute.